# Tripanotiona-dissulfeto redutase

A estrutura cristalina da TR do patógeno humano Trypanosoma cruzi

A enzima Tripanotiona-dissulfeto redutase (TR) teve seu primeiro número EC criado em 1989 como EC 1.6.4.8, transferido em 2002 para EC 1.8.1.12  é uma flavoproteína dissulfeto redutase dependente de NADPH, encontrada somente em parasitas protozoários da ordem Kinetoplastidae da família Trypanosomatidae. Já foi descrita nos organismos como Trypanosoma cruzi, Trypanosoma brucei,  Leishmania donovani, Crithidia fasciculata e Trypanosoma congolense. Nestes parasitas, o seu sistema de oxi-redução - envolvendo tripanotiona/tripanotiona redutase - substitui os sistemas glutationa/glutationa redutase presentes nos seres humanos.
Outros nomes: N (1), N (8) -bis (glutationil) espermidina redutase, NADPH: tripanotiona oxidoredutase, Tripanotiona redutase.
Banco de dados

## Tripanotiona

Tripanotiona

A Tripanotiona é um ditiol sintetizado a partir da conjugação de duas moléculas de glutationa e uma de espermidina. É uma molécula particular em tripanossomatídeos e ocupa papel central no metabolismo antioxidante. A tripanotiona foi descoberta em 1985 por Fairlamb e colaboradores, sendo identificada como o principal tiol de baixa massa molecular presente em tripanossomatídeos. Esse tiol atua juntamente com a tripanotiona redutase e a triparedoxina peroxidase, que juntos, formam um eficiente sistema de defesa antioxidante nesse grupo de organismos.

## Função
A função da TR  é catalisar a redução do seu substrato tripanotiona dentro do citoplasma celular, uma vez que o acúmulo de dissulfetos afeta o equilíbrio tiól-coredox e, consequentemente, a atividade metabólica do parasito.
A principal forma do substrato encontrada nos tripanossomos é a ditiol Tipanotiona (T[SH]2). Estima-se que 99% da tripanotiona esteja na forma reduzida dentro da célula e uma vez consumida nas reações metabólicas redox, converte-se na forma dissulfeto (TS2). Esta, por sua vez, é rapidamente recuperada para a forma ditiol pela ação catalítica da TR.

## Importância
O metabolismo antioxidante é essencial para a sobrevivência e também para a diferenciação de promastigota metacíclico para forma amastigota, que ocorre dentro do vacúolo parasitófago de macrófagos. O bom funcionamento dessa via é essencial, uma vez que macrófagos induzem extresse oxidativo, pela liberação de ROS e espécies reativas de nitrogênio no vacúolo parasitófago, como forma de eliminar os parasitos. Durante o processo de diferenciação, uma das principais vias cujos genes são modulados em nível transcricional e pós-transcricional é justamente a via da tripanotiona.

## Reação enzimática
A reação de redução da tripanotiona oxidada se inicia após a ligação de NADPH, onde acontece a transferência dos elétrons à FAD e a redução dos resíduos da ponte dissulfero formado entre as cisteínas 52 e 57 (Cys-52-Cys-57). A redução desses resíduos ocorre pela formação de uma transferência de carga transiente entre a flavina e o tiolato Cys-57. Em seguida, após a entrada da tripanotiona oxidada no sítio ativo de TR, Cys-52 que está deprotonada pelo par His461’-Glu466’, ataca nucleofilicamente a ponte dissulfeto na tripanotiona oxidada, formando com ela um dissulfeto misto, que é resolvido pelo ataque de Cys-57 à Cys52. Por fim, a ponte dissulfeto Cys-57-Cys52 é novamente formada e a tripanotiona reduzida é liberada.

Tripanotiona dissulfeto + NADPH = Tripanotiona + NADP ^{+}

## Estrutura Cristalina
A primeira estrutura cristalina por raio-x foi isolada do organismo tripanossomatídeo Crithidia fasciculata, sendo resolvida por substituição molecular. O modelo de pesquisa foi a estrutura cristalina da glutationa redutase humana que compartilha aproximadamente 40% da identidade de sequência. A unidade assimétrica consiste em um homodímero de massa molecular aproximada de 108 kDa. A enzima do tripanossomatideo assume uma função biológica semelhante à glutationa redutase e, embora semelhante em topologia à glutationa redutase humana, tem um sítio ativo aumentado e uma série de diferenças de aminoácidos, estérica e eletrostática, o que lhe permite processar apenas o substrato único tripanotiona e não glutationa. 

## Sítio Ativo
A estrutura de TR ativa é homodimérica  e cada monômero é composto por três domínios, sendo eles, um domínio de ligação à FAD (resíduos 1-160 e 289-360), um domínio de ligação à NADPH (resíduos 161-289) e um domínio de interface (resíduos 361-488). O sítio de ligação à tripanotiona é muito grande e coberto por resíduos não-polares em sua maioria.

## Ensaio Enzimático
Os ensaios enzimáticos da tripanotiona-dissulfeto redutase é realizados a partir da oxidação de NADPH dependente de tripanotiona. O ensaio é constituído de tampão contendo Hepes pH 7,4,  EDTA, NADPH,  tripanotiona-dissulfeto redutase e a reação será iniciada pela adição do substrato Tripanotiona dissulfeto. As alterações na absorbância serão monitoradas pela leitura do consumo de NADPH no leitor de microplaca a 340nm a 27ºC por 3 minutos (registros a cada 30 segundos). Uma unidade de atividade (U) é definida como a quantidade de enzima necessária para catalisar a conversão de 1 µmol de NADPH a NADP+ por minuto a 27°C. 
A velocidade de reação desta enzima será determinada pela variação do consumo do doador de elétrons NADPH.

## Purificação
Os estudos cristalográficos iniciais utilizaram TR isolado de Crithidia fasciculata clone H56. Uma série de complicações surgiram dos primeiros estudos com essa enzima como: as dificuldades associadas ao crescimento e cultivo desse tripanossomatídeo não patogênico, aliadas ao baixo rendimento da enzima que poderia ser isolada e purificada, foram um fator limitante em termos de quantidade de material para estudo cristalográfico. Uma solução para os problemas encontrados foi a utilização de fonte recombinante de TR. Um sistema de superexpressão de Escherichia coli para TR. A purificação de TR recombinante é alcançada por uma combinação de purificação de sulfato de amônio, cromatografia de afinidade em 2′5′-ADP Sepharose e cromatografia de troca aniônica e a pureza é avaliada por SDS-PAGE. 

## Parâmetros Cinéticos
A TR apresentam elevada afinidade, alta eficiência catalítica e exclusividade por seu substrato TS2. 
A constante de afinidade será representada por Km na cinética enzimática e quanto ↓Km, maior será a eficácia catalítica de uma enzima. 
A eficácia catalítica de TR (kcat/KM) é de 5,3x106 M-1 seg-1.
O Kmapp de NADPH representa a afinidade da enzima pelo NADPH é corresponde a 5.
O Kcat representa o número de reações que a enzima consegue converter seu respectivo substrato em cada sítio ativo a cada ciclo. O TR apresenta 14 200 min-1(TS2) de Kcat. 

## Inibição
Na Inibição enzimática, a substância inibidora forma ligações químicas com a Enzima, de modo a interferir na sua atividade catalítica. De acordo com a estabilidade da ligação entre o inibidor e a enzima. A inibição enzimática pode ser de dois tipos: reversível e irreversível. Os inibidores reversíveis podem atuar de diferentes maneiras. Dentre os tipos de inibição mais comuns podemos citar inibição competitiva, inibição não-competitiva, inibição acompetitiva, inibição competitiva parcial, não-competitiva parcial e mista linear.
No protozoário pertencente ao gênero Leishmania alguns compostos contendo metais e metais já demostraram ser capazes de inibir TR ligando-se ao sítio ativo, bem como drogas contendo antimônio que bloqueiam a atividade de TR são conhecidas. Além de tais compostos de metal que se ligam às duas cisteínas catalíticas ativas, vários compostos orgânicos também mostraram inibir a atividade do TR. Sulfeto de diaril, 2-iminobenzimidazoles, análogos de poliamina, compostos à base de quinolina, scaffolds à base de pirimidopiridazina, compostos de azol e análogos lunarinos. 
No protozoários pertencente ao gênero Trypanosoma também já foram identificados algumas classes de compostos promissores como derivados à base de poliamina, derivados não redutíveis, derivados de peptídeos, derivados de espermidina, fenotiazinas, compostos tricíclicos, sulfuretos de aminodifenils, derivados de naftoquinona e nitroderivados. 

## Aplicação
Esta proteína representa um alvo importante no desenvolvimento de novos compostos para o tratamento da Doença de Chagas, Tripanossomíase africana e Leishmania causadas por parasitas protozoários pertencentes aos gêneros Trypanosoma e Leishmania. As diferenças estruturais entre as enzimas do parasita e do hospedeiro e seus substratos fornecem, portanto, uma base racional para o desenvolvimento de novos compostos que possuem capacidade de inibição da tripanotiona-dissulfeto redutase.